# León (color)
León o pardo león es una coloración naranja amarillenta, semiclara y de saturación moderada, sugerida por el color predominante del pelaje del león (Panthera leo). Se encuentra estandarizada, por lo que aparece en guías de colores y catálogos cromáticos.
También es un tipo de color, naranja con pequeñas franjas amarillas
Este color está comprendido en los acervos iconolingüísticos tradicionales de las culturas africanas.

## Leonado
El término leonado puede usarse como sinónimo del color león; se define como un rubio oscuro o como una coloración similar al color león estándar.
| HTML       | #DECC9C           | #B07139           |
| CMYK       | (0, 30, 8, 13)    | (0, 37, 75, 35)   |
| RGB        | (222, 204, 156)   | (176, 113, 57)    |
| HSV        | (44°, 30 %, 87 %) | (28°, 68 %, 69 %) |
| Referencia | león              | leonado           |

En heráldica es el nombre de un esmalte poco utilizado. Véase leonado.

### «Leonado» como traducción detawny
En la mayoría de los contextos, «leonado» corresponde al adjetivo inglés tawny, que es de uso habitual como descriptor del color del pelaje o del plumaje de los animales. Sin embargo, cuando se refiere a un color de vino, tawny se traduce como ‘ámbar oscuro, tostado’.

## Usos
- Leopoldo Lugones, en su poema de 1910 A Buenos Aires, llamó al Río de La Plata «el gran río color de león», creando un epíteto que se volvió célebre en la zona de influencia de esta corriente fluvial.